# Space for Two
Space for Two is een nummer van de Nederlandse zanger Mr. Probz uit 2018.
Over het nummer vertelt de zanger: "Het concept is best universeel. Ik denk dat haast iedereen weleens in een haat-liefdeverhouding heeft gezeten. Eentje waarvan je weet dat het slecht voor je is, maar je het alsnog voor geen goud zou willen missen". Het nummer bereikte een bescheiden 22e positie in de Nederlandse Top 40. Ook buiten Nederland haalde het nummer de hitlijsten; in Noorwegen was het goed voor een 35e positie.